# Метод Лапласа
Метод Лапласа — метод, использующийся для приближённого вычисления интеграла вида
{\displaystyle \int \limits _{a}^{b}e^{\lambda \phi (x)}\cdot \Phi (x)\,dx,}
где {\displaystyle \phi (x)} — некоторая дважды дифференцируемая функция, а {\displaystyle \lambda } — некоторое большое число.

## Идея метода Лапласа
Предполагается, что функция {\displaystyle \phi (x)} имеет единственный глобальный максимум в x0. Тогда значение {\displaystyle \phi (x_{0})} будет большим, чем любое значение {\displaystyle \phi (x)} в рассматриваемом промежутке интегрирования. Следовательно, для оценки этого интеграла можно ограничиться рассмотрением функции {\displaystyle \phi (x)} лишь в небольшой окрестности глобального максимума. Для этого функции {\displaystyle \phi (x)} и {\displaystyle \Phi (x)} раскладывают в ряд Тейлора в окрестности этой точки.

## Книги
- Федорюк М. В. Метод перевала. — 1977. — С. 366.
- А. И. Прилепко, Д. Ф. Калиниченко. Асимптотические методы и специальные функции. — М.: МИФИ, 1980. — С. 107.
- А. Г. Свешников, А. Н. Тихонов. Теория функций комплексной переменной. — 5-е изд.. — М.: Наука, Физматлит, 1999. — С. 319. — ISBN 5-02-015233-1.